# LFG Roland C.II
Le LFG Roland C.II était un avion militaire de la Première Guerre mondiale biplan allemand. Il a été surnommé Walfisch (baleine) à cause de sa forme aérodynamique.

## Conception
Cet appareil se caractérise par sa forme aérodynamique réussie. Celle-ci était le résultat de tests effectués en soufflerie par l'équipe du professeur Ludwig Prandtl à l'université de Göttingen. Il était équipé d'un moteur Mercedes D.III de 160 ch. Le poste de l'observateur était équipé d'une mitrailleuse mobile Parabellum MG 14 montée sur un support circulaire et le pilote actionnait une mitrailleuse fixe synchronisée MG 08/15 Spandau dont fut doté l'appareil à partir de la deuxième livraison. En plus de la société Luft-Fahrzeug-Gesellschaft (L.F.G), qui fabriqua environ 200 appareils de ce type, les sociétés Pfalz Flugzeugwerke et Linke-Hofmann (en) fabriquèrent également des C.II sous licence. Ensemble ces entreprises fabriquèrent environ 300 C.II au total.

## Engagements
Cet avion fut engagé sur le front de l'Ouest en 1916. À partir du premier semestre 1917 les C.II restants furent progressivement retirés du front et transférés à des écoles de pilotage. Un pilote de Roland C.II célèbre était Eduard von Schleich qui accentua encore la ressemblance de l'avion avec une baleine en y apposant le dessin d'un œil et d'une bouche.

## Variantes
- Roland C.II
- Roland C.IIa : Variante avec une mitrailleuse fixe Spandau, des extrémités d'ailes renforcées et un arceau carré
- Roland C.III : Variante à 8 mâts d'entretoise et un moteur Benz Bz IV (1 seul exemplaire)

## Opérateurs
Empire allemand
- Luftstreitkräfte

## Source
- (de) Cet article est partiellement ou en totalité issu de l’article de Wikipédia en allemand intitulé « Roland C.II » (voir la liste des auteurs).